# París-Tours 1935
La París-Tours 1935 fue la 30ª edición de la clásica París-Tours. Se disputó el 5 de mayo de 1935 y el vencedor final fue el francés René Le Grevès, que se impuso al sprint.

## Clasificación general[3]
|    | Ciclista         | Equipo               | Tiempo    |
| -- | ---------------- | -------------------- | --------- |
| 1  | René Le Grevès   |                      | 6h 37'30" |
| 2  | Roger Lapébie    |                      | m.t.      |
| 3  | Raffaele Di Paco |                      | m.t.      |
| 4  | Edgard De Caluwé | Dilecta              | m.t.      |
| 5  | Georges Speicher |                      | m.t.      |
| 6  | Alfons Schepers  |                      | m.t.      |
| 7  | Jules Merviel    | Pelissier-Hutchinson | m.t.      |
| 8  | René Vietto      |                      | m.t.      |
| 9  | Rémy Wijnants    |                      | a 1'10"   |
| 10 | Camiel Vermassen |                      | m.t.      |